# Minthodes brevipennis
Minthodes brevipennis là một loài ruồi trong họ Tachinidae.